# Thaleropis ionia
Thaleropis ionia is een vlinder uit de familie van de Nymphalidae. De wetenschappelijke naam van de soort is voor het eerst geldig gepubliceerd in 1851 door Johann Fischer von Waldheim & Eversmann.